# Николаевка (посёлок, Аннинский район)
Никола́евка — посёлок в Аннинском районе Воронежской области России.
Входит в состав Новожизненского сельского поселения.

## Население
| 2000 | 2005 | 2010 |
| ---- | ---- | ---- |
| 76   | ↘56  | ↘37  |

## Улицы
В посёлке имеется одна улица — Прудовая.